# Jerry Halstead
Jerry Don Halstead (Midwest City, 12 de setembro de 1963) foi um boxeador profissional na divisão de pesos pesados de 1985 até 1997. Ao longo do caminho Halstead lutou contra pugilistas proeminentes como Greg Page, Tony Tubbs, Buster Douglas, Pierre Coetzer, Tommy Morrison, Ray Mercer, Alex Stewart, Herbie Hide, Brian Nielsen, Jeremy Williams, and Wladimir Klitschko.</ref>https://boxrec.com/en/proboxer/680</ref>